# František Dlouhán
František Dlouhán, vlastním jménem František Bulánek (21. března 1906 Praha – 4. září 1979 Praha) byl český prozaik, literární historik, básník, překladatel[zdroj?] z němčiny a ruštiny. Psal také pod pseudonymy Karel Zdeněk Černý, Bulánek-Dlouhán a František D. Bulánek.
Autor konvenčních románů pro mládež, jejichž žánrové spektrum se pohybuje v širokém rozmezí od konvenční ženské a dívčí četby přes dobrodružný román pro chlapce až po popularizaci událostí spjatých s národní kulturou. Později byly velmi oblíbené jeho rozsahem nevelké biograficky pojaté prózy o několika českých významných spisovatelích.

## Výběrová bibliografie
- Půlnoční slunce (1926), sbírka básní,
- Hoře z lásky (1934),
- Štěstí se musí dobývat (1937),
- Junácká křídla (1938),
- Jen se nebát! (1939),
- Věrný čtyřlístek (1940),
- Rok života (1942),
- Malá modistka (1943),
- Silná dvojka (1944),
- Vanda (1947),
- Mladé lásky (1966), o Josefu Václavovi Sládkovi,
- Čtvrté polní tažení (1970), o Janu Jeníkovi z Bratřic,
- Léta plná lásky (1975). o mládí Jakuba Arbese,
- Žena jako meč (1981, o Elišce Krásnohorské.